# Station Nowa Dęba
Station Nowa Dęba is een spoorwegstation in de Poolse plaats Nowa Dęba.